# 贝尔格莱德
贝尔格莱德（羅馬化：Beograd，發音：[beǒɡrad] ⓘ，意为“白城”），是欧洲国家塞尔维亚的首都和最大城市。贝尔格莱德市位于塞尔维亚北部萨瓦河和多瑙河汇合处，此处也是潘诺尼亚平原和巴尔干半岛的相遇处。贝尔格莱德市内共有人口123万，整个行政区范围内的人口近170万，是原南斯拉夫地区最大的城市。
贝尔格莱德地区最早的人类居住出现在公元前4800年温查文明时期。凯尔特人于公元前3世纪征服了这一地区，并将其命名为辛吉杜努姆， 后被罗马帝国占领。
公元520年，斯拉夫人占领了这一地区。此后它在拜占庭帝国、法兰克王国、保加利亚帝国和匈牙利王国等国家之间几次易手。城市的斯拉夫语名字Beligrad（字面意思为“白城”）第一次被提及是在878年。1284年，贝尔格莱德第一次成为塞尔维亚斯雷姆王国的首都。在1521年，贝尔格莱德被奥斯曼帝国占领，并在奥斯曼帝国和哈布斯堡王朝的统治之间几度易手，并在1841年重新成为塞尔维亚的首都。此后，自1918年至1991年，贝尔格莱德是南斯拉夫首都。南斯拉夫解体后，它又成为塞爾維亞和黑山的行政、立法首都，直至2006年黑山独立后成为塞尔维亚首都。。
贝尔格莱德是塞尔维亚唯一的直辖市，被分为17个市镇，每一个都拥有自己的市镇议会和市镇委员会。贝尔格莱德占塞尔维亚总面积的3.6%，24%（不包括科索沃自治省）的塞尔维亚人居住在该市。贝尔格莱德是塞尔维亚的经济、文化、教育和科技中心。

## 历史

### 史前时期
约7,000年前，温查文明出现在贝尔格莱德附近，一度在巴尔干半岛占据统治地位。公元前3世纪，凯尔特人在此定居。随后这一区域被罗马帝国占领，并在此后又被拜占庭帝国获得。

### 中世纪
在斯拉夫人约630年左右到达之前，贝尔格莱德地区曾先后被匈奴人、萨尔马提亚人、东哥特人和阿瓦尔人征服。斯拉夫语Beograd第一次被提及是在第一保加利亚帝国统治时的878年。在近四个世纪的时间内，该地区一直处于拜占庭帝国、匈牙利王国和第一保加利亚帝国之间的战争状态中。最终，它于1284年成为斯雷姆王国的一部分。匈牙利国王拉斯洛四世将贝尔格莱德作为礼物送给其姐夫斯雷姆王国国王斯特凡·德拉古廷，于是其成为第一个统治该市的塞尔维亚君主。
在经历了1371年的马里查战役和1389年的科索沃战役的大败后，塞尔维亚帝国开始瓦解，其南部地区被奥斯曼帝国占领。其北部地区则以塞尔维亚王国的形式继续存在，首都贝尔格莱德。在拉扎尔·赫雷别利亚诺维奇之子斯特凡·拉扎列维奇的统治下，贝尔格莱德获得了繁荣的发展。城市古老的城墙、城堡、港口和教堂得到了加固，从而帮助王国在长达70年的时间内抵御住了奥斯曼帝国的进攻。贝尔格莱德成了当时巴尔干半岛人民躲避奥斯曼帝国控制的天堂。据推测，当时人口约为40,000-50,000人。在杜拉德·布兰科维奇统治时期，塞尔维亚王国大部分地区被奥斯曼帝国征服，但贝尔格莱德获得了匈牙利王国的保护。奥斯曼帝国将贝尔格莱德视为其深入中欧的障碍，于是在1456年发起了贝尔格莱德围攻战。最终，匈牙利王国将军匈雅提·亚诺什带领军队战胜了入侵者。

### 土耳其佔领时期
1521年2月28日，奥斯曼帝国苏莱曼一世征服贝尔格莱德，城市的大部分被夷为平地。在其后的150年间，城市一直处于和平状态，也是该地区的首府。城市吸引了包括突厥人、亚美尼亚人、希腊人和拉古萨人在内的众多商人和移民。据推测，至17世纪，城市拥有人口约100,000。贝尔格莱德逐渐成为一座东方城市，拥有众多的奥斯曼建筑和清真寺。1594年，塞尔维亚历史上三大起义之一的巴纳特起义爆发，但最终被奥斯曼帝国镇压。土耳其人烧毁了教堂并将圣萨瓦的遗体掘出，在弗拉查尔高地上焚烧。
贝尔格莱德曾三次被奧地利哈布斯堡皇朝占领（1688年-1690年、1717年-1739年和1789年-1791年），但每次都被奥斯曼帝国迅速夺回并夷为平地。在此期间，贝尔格莱德经历了两次塞尔维亚人大移民，成千上万的塞尔维亚人在大主教的带领下，于1690年和1737年-1739年跟随撤退的奥地利人前往哈布斯堡帝国，定居在今天的伏伊伏丁那和斯拉沃尼亚。在第一次塞尔维亚人起义中，塞尔维亚起义军于1806年1月8日至1813年期间控制了贝尔格莱德，但随后被奥斯曼帝国夺回。1817年，贝尔格莱德成为自治的塞尔维亚公国首都（1818年至1841年间首都为克拉古耶瓦茨）。

### 独立以后

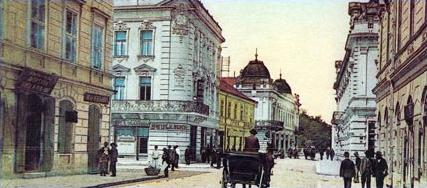
20世纪初的贝尔格莱德大街

1867年，米哈伊洛·奥布雷诺维奇三世将塞尔维亚公国的首都从克拉古耶瓦茨迁至贝尔格莱德。在1878年塞尔维亚独立和1882年塞尔维亚王国成立后，贝尔格莱德再次成为巴尔干半岛的重要城市并获得了迅速的发展。然而，随着通往塞尔维亚第二大城市尼什的铁路开通，贝尔格莱德不可避免地受到了影响，至1900年人口仅剩69,100。不过，到1905年其人口又逐渐恢复到80,000人；到1914年第一次世界大战爆发时，倘若不計入当时属于奥匈帝国的泽蒙，贝尔格莱德人口已超过100,000。
在第一次世界大战期间，奥匈帝国海军的监听舰于1914年7月29日炮轰贝尔格莱德。同年11月30日，奥匈帝国陆军在奥斯卡·波蒂奥雷克将军的指挥下占领贝尔格莱德。但随后不久的12月15日，它又被拉多米尔·普特尼克元帅率领的塞尔维亚军队夺回。1915年10月9日，在一场持续数天的战役后，贝尔格莱德被陆军元帅奥古斯特·冯·马肯森指挥的德国陆军和奥匈帝国军队占领，城市遭受了巨大的损坏。1918年11月5日，法国元帅路易·弗朗谢·德斯佩雷和南斯拉夫国王亚历山大一世率领的法国陆军和塞尔维亚军队解放了贝尔格莱德。战争结束后，贝尔格莱德成为新的南斯拉夫王国的首都。在1920年代和1930年代，城市经历了快速的发展。至1931年，人口增长为239,000人（包括之前属于奥匈帝国的泽蒙）；至1940年，人口增长到320,000人。1921年至1948年间的平均年人口增长率为4.08%。
1941年3月25日，南斯拉夫王国摄政王保罗亲王签署《三国同盟条约》，加入轴心国。该举动迅速导致了贝尔格莱德大规模的群众抗议行动，空军司令杜尚·西莫维奇发动军事政变，宣布彼得二世已到亲政年龄。因此，贝尔格莱德于1941年4月6日-7日遭受了德国空军的疯狂轰炸，成千上万的居民遇难。随后，纳粹德国、意大利王國、匈牙利王國和保加利亚王國入侵南斯拉夫，建立起了一个傀儡国——克罗地亚独立国。1941年夏季和秋季，为了报复游击队的袭击，纳粹德国在贝尔格莱德实施了数次大规模屠杀。尤其是犹太人，在塞尔维亚德国军政府总督弗朗斯·博梅的命令下，大量贝尔格莱德犹太人被枪杀。在第二次世界大战中，贝尔格莱德是以米兰·内迪奇为首的傀儡政府所在地。1944年4月16日-17日，贝尔格莱德遭遇盟军轰炸，约1,600人遇害。这天恰好是东正教的复活节。1944年10月20日，共产党的南斯拉夫游击队和苏联红军解放贝尔格莱德。1945年11月29日，约瑟普·布罗兹·铁托在贝尔格莱德宣布南斯拉夫联邦人民共和国成立。1946年，德拉查·米哈伊洛维奇在贝尔格莱德被处以死刑。作为南斯拉夫社会主义联邦共和国的首都，贝尔格莱德在战后迅速发展，成为主要的工业中心。1961年，第一届不结盟运动会议在贝尔格莱德召开，铁托任会议主席。1968年，贝尔格莱德爆发大规模学生抗议活动。

### 前南解体后
1991年3月9日，武克·德拉什科维奇领导的反对斯洛博丹·米洛舍维奇的抗议活动在贝尔格莱德爆发。活动中，一名17岁高中生和一名政治家遇害，203人受伤，108人被捕。第二天，坦克开上街头以恢复秩序。
1997年，佐兰·金吉奇当选贝尔格莱德市长，成为南斯拉夫战后第一位非共产党的市长。
1999年的科索沃战争中，北约空袭给贝尔格莱德造成损失和人道主义災難，包括政府大楼、乌什切大楼、阿瓦拉电视塔、中国驻南斯拉夫大使馆在内的众多建筑物被毁。

## 地理

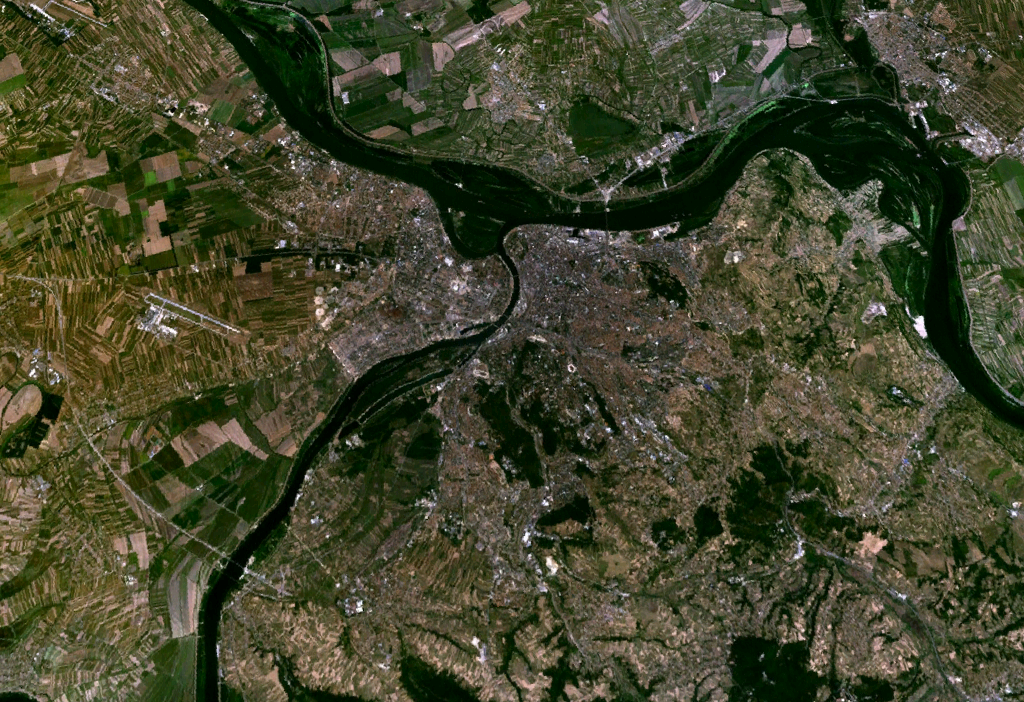
贝尔格莱德卫星图

贝尔格莱德位于萨瓦河和多瑙河的交汇处，海拔116.75米，其核心地区位于萨瓦河和多瑙河的右岸。然而随着发展，城市市域已跨越萨瓦河，新贝尔格莱德和泽蒙都位于河的左岸，而交汇点则有河岛大战岛以及小战岛。贝尔格莱德市区面积为359.96平方公里，而整个都市区面积则有3222.68平方公里。贝尔格莱德被认为处在西方世界和东方世界的十字路口。

### 气候
贝尔格莱德属于柯本氣候分類法中的溫帶大陸性氣候，由於遠離海洋關係該市日和年溫差較大。一月最冷，溫度平均為1.4 °C（34.5 °F）；七月最熱，溫度平均為23.0 °C（73.4 °F），年平均溫度為12.5 °C（54.5 °F）。每年約有31天氣溫在30 °C（86 °F）以上；有95天在25 °C（77 °F）以上。有記錄以來的最高溫是2007年7月24日的43.6 °C（110.5 °F），最低溫則是1893年1月10日的−26.2 °C（−15.2 °F）。年降雨量平均690（27英寸），其中以冬季最潮濕並間中有降雪；而最多降雨量為5至6月初夏時節，有時會出現冰雹風暴天氣。平均年日照時間為2,112小時。
| 貝爾格萊德（1981–2010）                              | 貝爾格萊德（1981–2010） | 貝爾格萊德（1981–2010） | 貝爾格萊德（1981–2010） | 貝爾格萊德（1981–2010） | 貝爾格萊德（1981–2010） | 貝爾格萊德（1981–2010） | 貝爾格萊德（1981–2010） | 貝爾格萊德（1981–2010） | 貝爾格萊德（1981–2010） | 貝爾格萊德（1981–2010） | 貝爾格萊德（1981–2010） | 貝爾格萊德（1981–2010） | 貝爾格萊德（1981–2010） |
| 月份                                                 | 1月                     | 2月                     | 3月                     | 4月                     | 5月                     | 6月                     | 7月                     | 8月                     | 9月                     | 10月                    | 11月                    | 12月                    | 全年                    |
| ---------------------------------------------------- | ----------------------- | ----------------------- | ----------------------- | ----------------------- | ----------------------- | ----------------------- | ----------------------- | ----------------------- | ----------------------- | ----------------------- | ----------------------- | ----------------------- | ----------------------- |
| 历史最高温 °C（°F）                                  | 20.7 (69.3)             | 23.9 (75.0)             | 28.8 (83.8)             | 32.2 (90.0)             | 34.9 (94.8)             | 37.4 (99.3)             | 43.6 (110.5)            | 40.0 (104.0)            | 37.5 (99.5)             | 30.7 (87.3)             | 28.4 (83.1)             | 22.6 (72.7)             | 43.6 (110.5)            |
| 平均高温 °C（°F）                                    | 4.6 (40.3)              | 7.0 (44.6)              | 12.4 (54.3)             | 18.0 (64.4)             | 23.5 (74.3)             | 26.2 (79.2)             | 28.6 (83.5)             | 28.7 (83.7)             | 23.9 (75.0)             | 18.4 (65.1)             | 11.2 (52.2)             | 5.8 (42.4)              | 17.4 (63.3)             |
| 日均气温 °C（°F）                                    | 1.4 (34.5)              | 3.1 (37.6)              | 7.6 (45.7)              | 12.9 (55.2)             | 18.1 (64.6)             | 21.0 (69.8)             | 23.0 (73.4)             | 22.7 (72.9)             | 18.0 (64.4)             | 12.9 (55.2)             | 7.1 (44.8)              | 2.7 (36.9)              | 12.5 (54.5)             |
| 平均低温 °C（°F）                                    | −1.1 (30.0)             | −0.1 (31.8)             | 3.7 (38.7)              | 8.3 (46.9)              | 13.0 (55.4)             | 15.8 (60.4)             | 17.5 (63.5)             | 17.6 (63.7)             | 13.5 (56.3)             | 9.0 (48.2)              | 4.2 (39.6)              | 0.2 (32.4)              | 8.5 (47.3)              |
| 历史最低温 °C（°F）                                  | −26.2 (−15.2)           | −15.4 (4.3)             | −12.4 (9.7)             | −3.4 (25.9)             | 2.5 (36.5)              | 6.5 (43.7)              | 9.4 (48.9)              | 6.7 (44.1)              | 4.7 (40.5)              | −4.5 (23.9)             | −7.8 (18.0)             | −13.4 (7.9)             | −18.2 (−0.8)            |
| 平均降水量 mm（）                                    | 46.9 (1.85)             | 40.0 (1.57)             | 49.3 (1.94)             | 56.1 (2.21)             | 58.0 (2.28)             | 101.2 (3.98)            | 63.0 (2.48)             | 58.3 (2.30)             | 55.3 (2.18)             | 50.2 (1.98)             | 55.1 (2.17)             | 57.4 (2.26)             | 690.9 (27.20)           |
| 平均降水天数（≥ 0.1 mm）                             | 13                      | 12                      | 11                      | 13                      | 13                      | 13                      | 10                      | 9                       | 10                      | 10                      | 12                      | 14                      | 139                     |
| 平均相對濕度（％）                                   | 78                      | 71                      | 63                      | 61                      | 61                      | 63                      | 61                      | 61                      | 67                      | 71                      | 75                      | 79                      | 68                      |
| 月均日照時數                                         | 72.2                    | 101.7                   | 153.2                   | 188.1                   | 242.2                   | 260.9                   | 290.8                   | 274.0                   | 204.3                   | 163.1                   | 97.0                    | 64.5                    | 2,111.9                 |
| 来源：Republic Hydrometeorological Service of Serbia |                         |                         |                         |                         |                         |                         |                         |                         |                         |                         |                         |                         |                         |

## 政府与政治

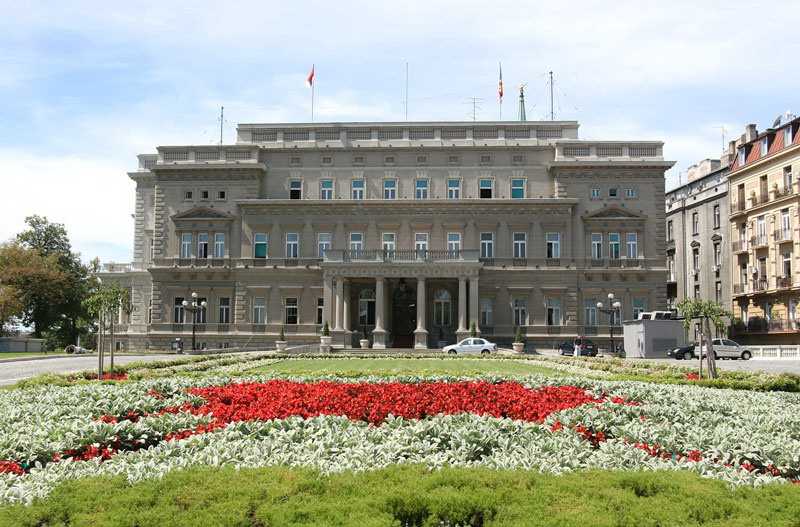
贝尔格莱德老宫殿

贝尔格莱德市镇区划图

贝尔格莱德是塞尔维亚的一个单独领土单位，有其自己的自治城市政府。贝尔格莱德市议会有110名市议员，每四年选举一次。市政委员会由13名成员组成，由市议会选举产生，并由市长及副市长主持。市政委员会掌控及监督市政府的日常运作。市政府分为14个秘书处，每个秘书处有特定的职责，如交通或医疗保健，以及一些专业服务、机构和研究所。
作为首都的贝尔格莱德是所有塞尔维亚中央政府行政、立法及司法机构的总部所在地，几乎所有的全国性政党的总部及75个外国使馆也设于贝尔格莱德市。

### 市镇
贝尔格莱德被分为17个市辖市镇（中文语境里可以理解为市辖区），之前它们分为10个市区市镇和7个郊区市镇。自2010年新的城市法规出台后，所有市辖市镇给予同等地位，附带条件是郊区市镇（蘇爾欽除外）在某些诸如施工、基础设施和公用事业等事务上拥有一定的自治权。大多数市辖市镇位于多瑙河和萨瓦河南岸。
| 名称                         | 面积  | 人口（2011年） | 人口密度 | 分类 |
| ---------------------------- | ----- | -------------- | -------- | ---- |
| 巴拉耶沃                     | 213   | 27,110         | 127      | 郊区 |
| 丘卡里察                     | 156   | 181,231        | 1,162    | 市区 |
| 格罗茨卡                     | 289   | 83,907         | 290      | 郊区 |
| 拉扎雷瓦茨                   | 384   | 58,622         | 153      | 郊区 |
| 姆拉代诺瓦茨                 | 339   | 53,096         | 16       | 郊区 |
| 新贝尔格莱德                 | 41    | 214,506        | 5,232    | 市区 |
| 奥布雷诺瓦茨                 | 411   | 72,524         | 176      | 郊区 |
| 帕利盧拉                     | 451   | 173,521        | 385      | 市区 |
| 拉科維察                     | 31    | 108,641        | 3,505    | 市区 |
| 萨夫斯基韦纳茨               | 14    | 39,122         | 2,794    | 市区 |
| 索波特                       | 271   | 20,367         | 75       | 郊区 |
| 旧格拉德                     | 5     | 48,450         | 9,690    | 市区 |
| 苏尔钦                       | 285   | 43,819         | 154      | 郊区 |
| 沃日多瓦茨                   | 148   | 158,213        | 1,069    | 市区 |
| 弗拉查尔                     | 3     | 56,333         | 18,778   | 市区 |
| 泽蒙                         | 438   | 168,170        | 1,092    | 市区 |
| 兹韦兹达拉                   | 32    | 151,808        | 4,744    | 市区 |
| 总计                         | 3,227 | 1,659,440      | 514      |      |
| 来源：塞尔维亚共和国官方统计 |       |                |          |      |

## 人口统计
根据塞尔维亚2002年统计，贝尔格莱德有人口1,576,124。主要民族有塞尔维亚人（1,417,187人）、南斯拉夫人（22,161人）、黑山人（21,190）、羅姆人（19,191）、克罗地亚人（10,381）和马其顿人（8,372）。 
虽然历史上曾出现过多种宗教，但如今贝尔格莱德的宗教还是比较单一的。塞尔维亚东正教是信徒最多的宗教，目前共有信徒1,429,170人。此外，还有伊斯兰教信徒20,366人和天主教信徒16,305人。历史上贝尔格莱德还曾有过人数众多的犹太教徒，但在纳粹德国占领后，大量犹太人逃往了以色列，如今仅剩415人。此外，还有新教徒3,796人。
除了本地出生的人口，贝尔格莱德还有众多来自其它前南斯拉夫地区的塞尔维亚人，他们有的是来寻求更好的生活，有的是为了逃离战争和种族仇杀的难民。据非正式统计，来自克罗地亚、波斯尼亚和黑塞哥维那以及科索沃的塞尔维亚人已超过200万。除此以外，还有许多非塞尔维亚人居住在贝尔格莱德，原因是贝尔格莱德曾是多民族的南斯拉夫的首都。据估计，有数千中国人居住在贝尔格莱德，他们于1990年代中期移民而来，在新贝尔格莱德拥有华人区。此外，贝尔格莱德还有一些阿拉伯人，他们是在1970年和1980年来此求学的，毕业后就留下来成家立业。这些阿拉伯人主要来自叙利亚、约旦和伊拉克。

## 经济

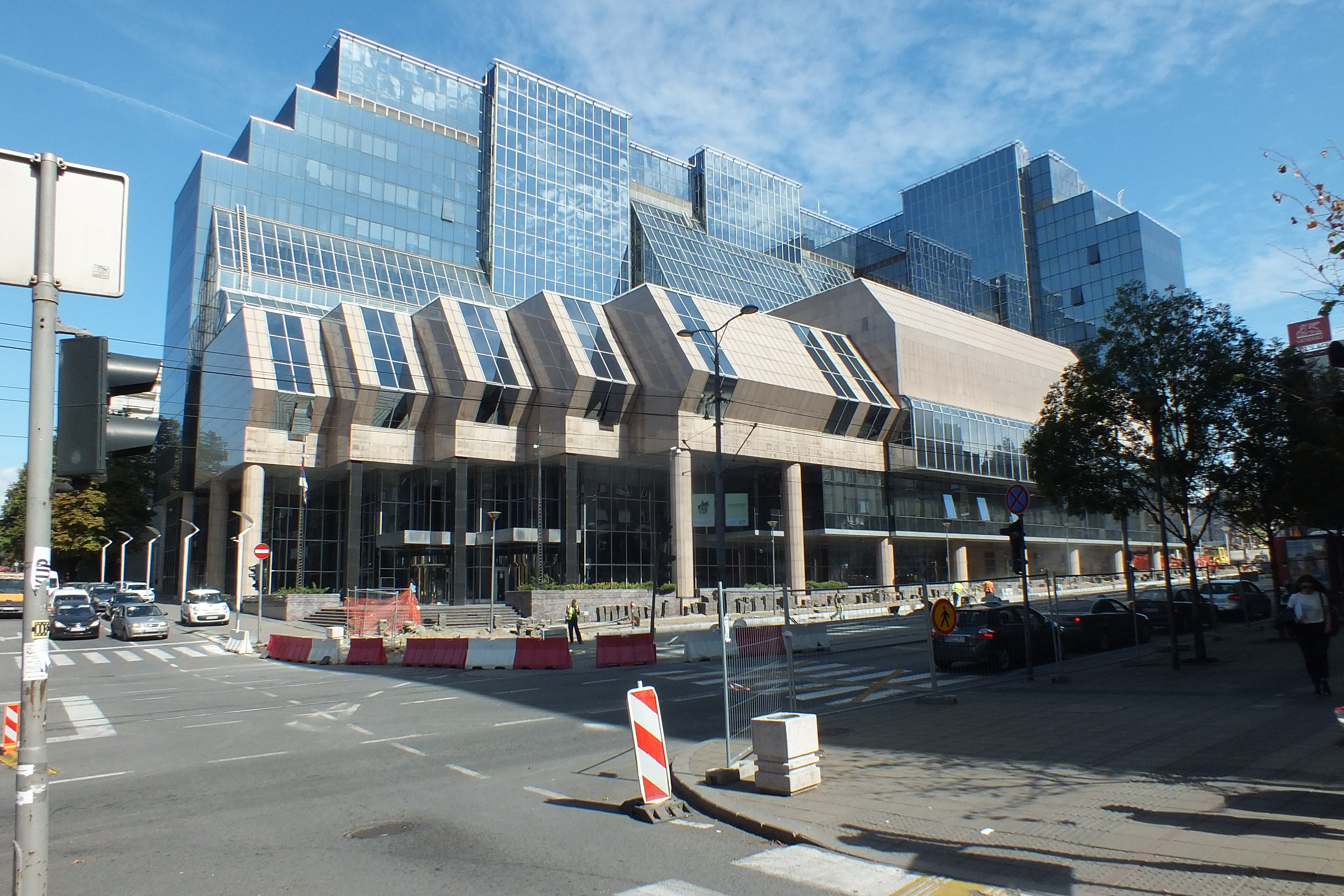
塞爾維亞國家銀行

贝尔格莱德在塞尔维亚经济中占据着重要的地位。塞尔维亚超过30%的本地生產總值由贝尔格莱德创造，整个国家30%的就业岗位由贝尔格莱德提供。1990年代，塞尔维亚遭受国际经济制裁，贝尔格莱德也受到巨大影响。历史上最严重的恶性通货膨胀使得南斯拉夫第纳尔急剧贬值，对贝尔格莱德经济造成严重伤害。但进入2000年以来，贝尔格莱德经济得到迅速发展。塞尔维亚中央银行塞爾維亞國家銀行就位于贝尔格莱德。
截止2006年12月，贝尔格莱德平均净月薪金为36,306塞尔维亚第纳尔，折合485欧元，是塞尔维亚最高的地区。

## 文化

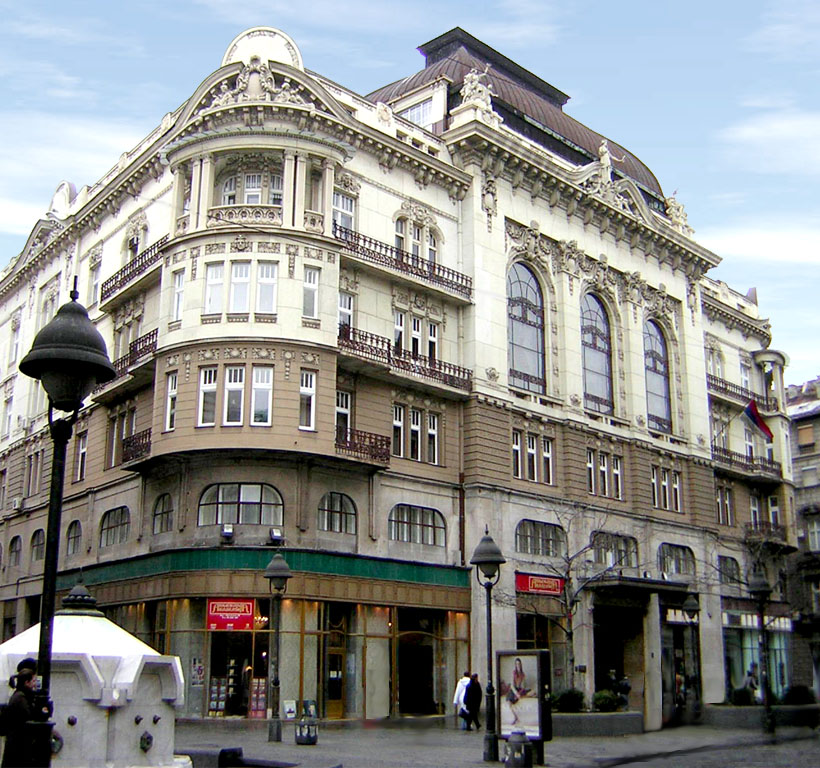
1922年建造的塞尔维亚理科与文科学院大楼

贝尔格莱德每年举办多个文化节日，包括贝尔格莱德电影节、贝尔格莱德戏剧节、贝尔格莱德音乐节、贝尔格莱德书展和贝尔格莱德啤酒节。1961年诺贝尔文学奖获得者伊沃·安德里奇的大部分作品包括《德里纳河大桥》都是在贝尔格莱德创作。贝尔格莱德其他著名作者还有布拉尼斯拉夫·努希奇、米洛什·茨尔年斯基、鲍里斯拉夫·佩基奇、米洛拉德·帕维奇和梅沙·塞利莫维奇。大部分的塞尔维亚电影工业都位于贝尔格莱德，其中最著名的电影是由埃米尔·库斯图里察导演的获得1995年金棕榈奖的《地下》。贝尔格莱德还是1980年代南斯拉夫新浪潮运动和1990年代音乐流派Turbofolk的中心之一。此外，贝尔格莱德国家大剧院、南斯拉夫戏剧院、塞尔维亚理科与文科学院和塞尔维亚国家图书馆等大量文化设施都设在贝尔格莱德。
贝尔格莱德还拥有许多外国文化机构，包括塞万提斯学院、歌德学院、英国文化协会、孔子学院、奥地利文化论坛、加拿大文化中心、意大利文化学院、伊朗伊斯兰共和国文化中心和俄罗斯科学与文化中心等都在此设有分支机构。

### 博物馆

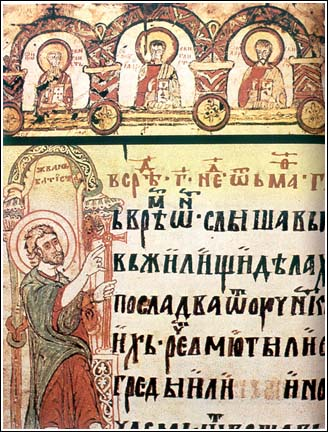
塞尔维亚国家博物馆藏中世纪手稿《米罗斯拉夫福音书》

贝尔格莱德最著名的博物馆是建于1844年的塞尔维亚国家博物馆，收藏有包括许多外国杰作在内的超400,000件展品。著名的《米罗斯拉夫福音书》就藏于该馆。贝尔格莱德军事博物馆很受外国游客的欢迎，收藏有被前南斯拉夫军队击落的美国空军F-117隐形战机残骸以及从罗马帝国以来的逾25,000件军事展品。南斯拉夫航空博物馆收藏200多架飞机，其中一部分型号的飞机已是世界上硕果仅存的，例如菲亚特G.50战斗机。该博物馆还藏有部分被击落的美国和北约的飞机。建于1901年的贝尔格莱德民族博物馆收藏有150,000多件反映巴尔干半岛特别是前南斯拉夫国家乡村文化的展品。贝尔格莱德当代艺术博物馆收藏有1900年以来由南斯拉夫人创作的约8,540件作品。建于1952年的尼古拉·特斯拉博物馆收藏的是著名科学家尼古拉·特斯拉的私人物品，拥有约160,000件原始文献和约5,700件其它物品。塞尔维亚非洲艺术博物馆是贝尔格莱德最不寻常的博物馆之一，它是在社会主义者与不发达的第三世界国家大团结的年代建立的。

### 教育
贝尔格莱德拥有两所国立大学和数家私立高等教育机构。建于1808年的贝尔格莱德大学是塞尔维亚最古老的教育机构之一（最古老的高等教育机构是建于1689年的苏博蒂察的师范学院），拥有学生70,000多人。贝尔格莱德有195所小学（其中常规小学162所、特殊学校14所、艺术学校15所、成人学校4所）和85所中学（其中职业学校51所、体校21所、艺术学校8所、特殊学校5所）。

### 夜生活

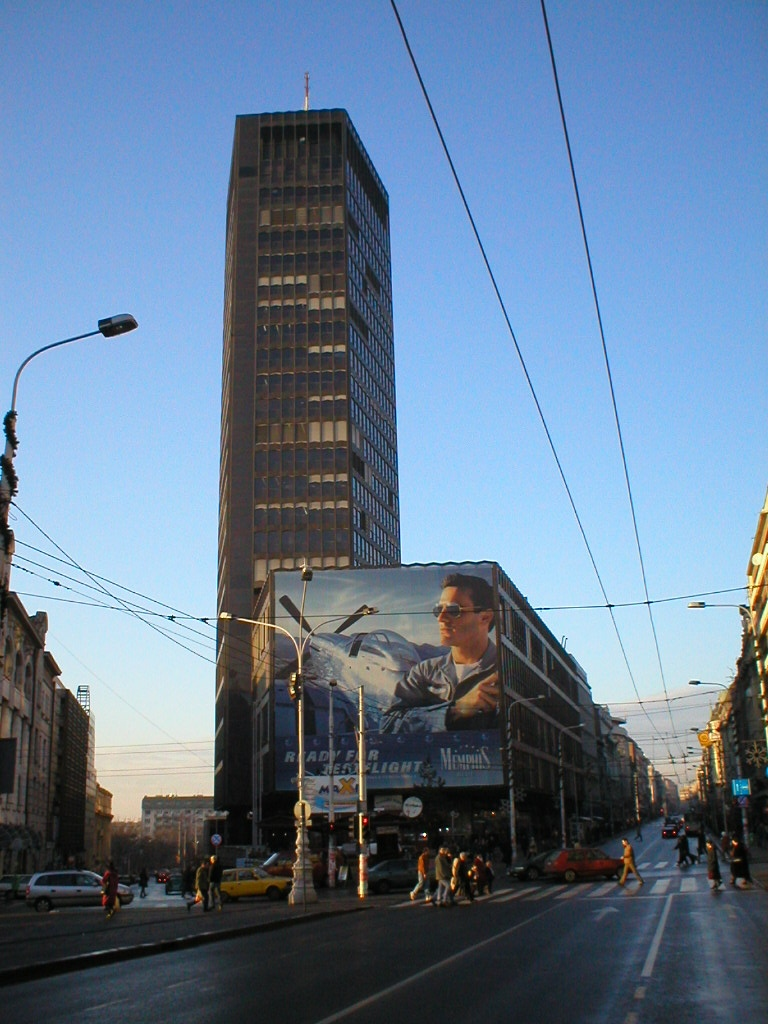
贝尔格莱德广场

贝尔格莱德的夜生活丰富多彩，通宵营业的俱乐部遍部整个城市。最具知名度的夜间活动是乘游船游览萨瓦河和多瑙河。
周末游客尤其是来自波斯尼亚和黑塞哥维那、克罗地亚和斯洛文尼亚的游客更愿意把贝尔格莱德看作是一个大都市而不是首都，因为在这里他们看到了友好的气氛、众多的俱乐部和酒吧、便宜的饮品、没有语言交流障碍、没有繁琐的夜生活限制。

### 体育
贝尔格莱德有约1,000处体育设施，其中多数有能力承办各级别体育赛事。贝尔格莱德近期主办过和即将主办的体育赛事包括2005年欧洲篮球锦标赛、2005年欧洲排球锦标赛和2009年夏季大学生运动会。 
贝尔格莱德曾两次申办过夏季奥林匹克运动会但均告失败：一次为1992年夏季奥林匹克运动会，贝尔格莱德在国际奥林匹克委员会第三轮投票中出局；一次为1996年夏季奥林匹克运动会。

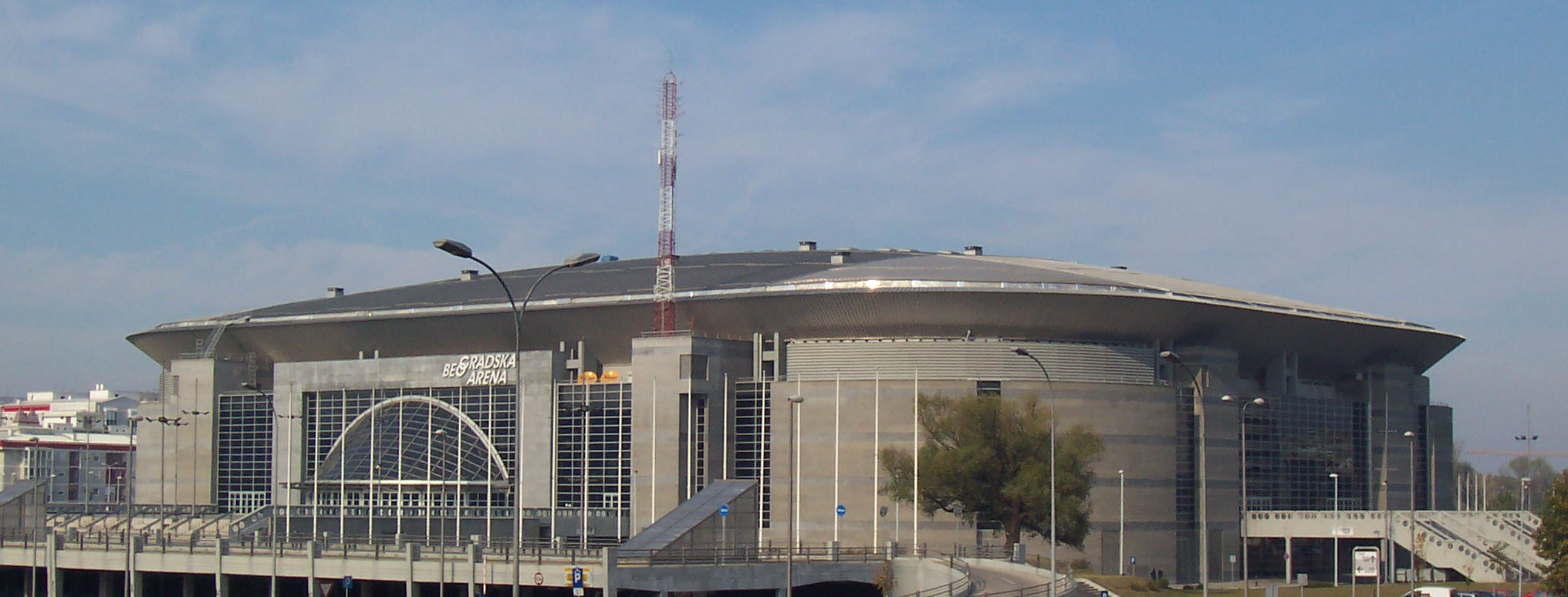
贝尔格莱德球馆

贝尔格莱德拥有塞尔维亚最大且最成功的两家足球俱乐部：贝尔格莱德红星足球俱乐部和贝尔格莱德游击队足球俱乐部。贝尔格莱德的主要体育场有紅星體育場和游击队员体育场。贝尔格莱德体育馆主要用于举办篮球比赛，而塔什马伊丹运动中心则用来举行水球比赛。
阿达齐甘利亚原先是位于萨瓦河中的一座岛屿，是贝尔格莱德最大的体育和休闲中心。如今，它与河岸相连，在河中间形成了一个人工湖。有7公里长的河滩和包括高尔夫球、英式橄榄球、足球、篮球、排球、棒球和网球在内的多种体育设施。岛上还有极限运动设施，例如蹦极、水橇和彩弹射击等。

### 观光
自2000年起，随着塞尔维亚与西欧和美国外交关系的恢复，贝尔格莱德逐渐成为外国游客旅游的目的地。贝尔格莱德游客组织是促进城市旅游事业发展的官方组织。
贝尔格莱德的历史街区和建筑是最具吸引力的，包括塞尔维亚国家博物馆、贝尔格莱德国家大剧院、泽蒙、尼古拉·帕希奇广场、卡莱梅格丹堡垒、大战岛、塞尔维亚国会大厦、圣萨瓦寺、约瑟普·布罗兹·铁托墓等。

### 媒体
贝尔格莱德是塞尔维亚最重要的媒体中心，国有的塞尔维亚广播电视台总部就位于该市，目前它正在向公众服务型电视台转型。

### 建筑

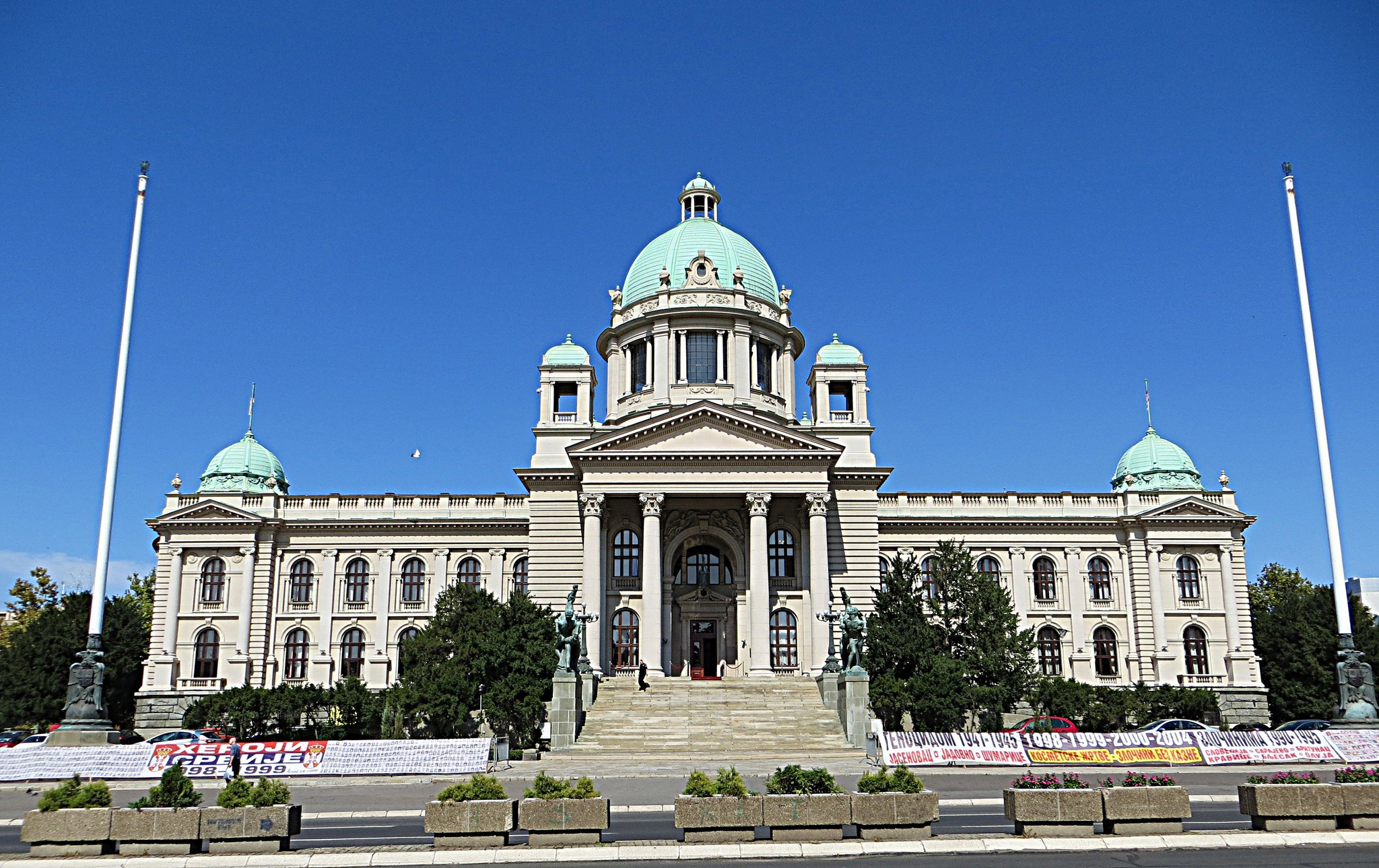
塞尔维亚国会大厦

贝尔格莱德拥有多种风格迥异的建筑，从遍部全市的东方建筑到泽蒙市中心典型的中欧小镇再到新贝尔格莱德的现代建筑。城市现存的大量19世纪建筑受奥匈帝国建筑风格的影响很重。20世纪初，建筑又受到法国、英国和俄罗斯的影响。1917年以后，一些著名的建筑师从俄罗斯逃往塞尔维亚。此外还有塞尔维亚-中世纪和塞尔维亚-摩拉维亚风格的建筑广泛存在。在老贝尔格莱德最漂亮的建筑无疑是新巴洛克建筑和新文艺复兴建筑。在共产党执政期间，为了给二战后大量涌入城市的农民提供住房，贝尔格莱德建造了大量被称为野兽派的建筑。如今，现代风格占据了贝尔格莱德新建建筑的主导。

## 交通

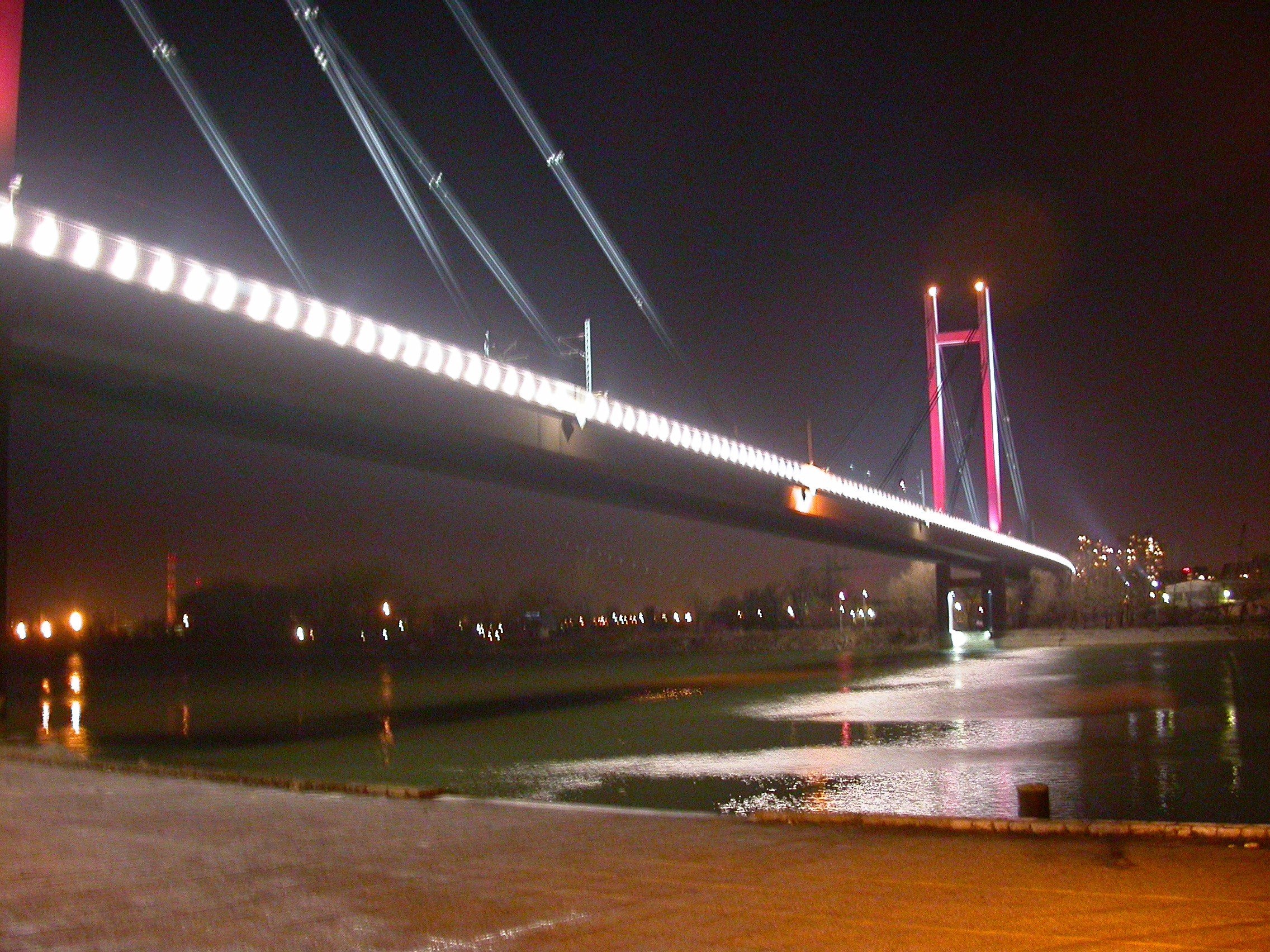
贝尔格莱德新铁路大桥夜景

贝尔格莱德的公共交通系统以公共汽车、有轨电车和无轨电车为主，由贝尔格莱德城市交通公司和一些私营公司运营。贝尔格莱德还拥有通勤铁路系统，由塞尔维亚铁路公司运营。贝尔格莱德的火车站有通往其他欧洲国家首都和塞尔维亚其他地区的火车线路。但是，更多的人愿意乘坐长途汽车，这里有每天通往所有主要和小型城镇的线路。高速公路系统可以直接连接诺维萨德、尼什和萨格勒布。由于处在萨瓦河和多瑙河的汇合处，因此贝尔格莱德拥有大量的桥梁。贝尔格莱德港位于多瑙河沿岸，贝尔格莱德尼古拉·特斯拉机场则位于城市西侧的新贝尔格莱德。另外该城市也将兴建貝爾格勒地鐵。

## 友好城市
| - 中華人民共和国北京 - 美国芝加哥 - 英国考文垂 - 波斯尼亚和黑塞哥维那巴尼亚卢卡 - 意大利米兰 |  | - 俄罗斯莫斯科 - 俄罗斯圣彼得堡 - 希腊雅典 - 乌克兰基辅 - 意大利罗马 |  | - 克罗地亚萨格勒布 - 北马其顿斯科普里 - 德国柏林 - 斯洛文尼亞卢布尔雅那 |

## 荣誉
贝尔格莱德曾获得过多个国内和国际荣誉，包括法国荣誉军团勋章、捷克斯洛伐克战争十字勋章和南斯拉夫国家英雄勋章等。2006年，伦敦《金融时报》授予其为“未来南欧之城（City of the Future of Southern Europe）”。

## 名人
- 諾瓦克·喬科維奇：ATP男子職業網球選手
- 约维安：罗马帝国皇帝
- 斯特凡·德拉古廷：斯雷姆王国国王